# Chiara Singarella
Chiara Pilar Singarella Sacaba (Luján de Cuyo, Provincia de Mendoza, Argentina; 5 de diciembre de 2003) es una futbolista argentina. Juega de mediocampista y delantera en Kennesaw University de la DI Women's Soccer en la ASUN Conference de Estados Unidos.

## Trayectoria
Se formó futbolísticamente en Las Pumas de la Liga Mendocina de Fútbol. Paralelamente jugaba handball en UNCuyo y luego en la Municipalidad de Maipú donde llegó a formar parte de la selección nacional e incluso recibir un premio de "mejor pivote" del Sudamericano de Cadetes de Handball.

### Independiente Rivadavia
En su tiempo en "La Lepra" ganó tres títulos consecutivos y fue elegida en el equipo ideal de la provincia.

### Kennesaw State Owls
En noviembre de 2021 firmó con el equipo de fútbol femenino universitario de KSU, donde seguiría su carrera deportiva y educacional. Debutó el 18 de agosto de 2022 ante South Alabama Jaguars jugando 60 minutos, marcó su primer gol el 1 de junio en la victoria 2 a 1 de su equipo ante Presbyterian Blue Hose.

## Estadísticas

### Clubes
| Club                    | País           | Año             |
| ----------------------- | -------------- | --------------- |
| Independiente Rivadavia | Argentina      | 2017 - 2021     |
| Kennesaw University     | Estados Unidos | 2022 - presente |

## Selección nacional
En 2018 con 14 años fue citada para disputar los juegos ODESUR con el seleccionado sub-20 siendo la futbolista argentina más joven, además alternaba convocatorias con la selección sub-17. En febrero de 2022 fue convocada por primera vez a la selección mayor e hizo su debut y marcó su primer gol ante Colombia en el empate 2 a 2, jugando 5 minutos.
El 8 de julio de 2023 es confirmada dentro de la lista de 23 convocadas para la Copa Mundial Femenina de Fútbol de 2023, siendo esta su primera competencia oficial y su primer mundial con el seleccionado mayor.

#### Participaciones en Copas del Mundo
| Mundial                                 | Sede                     | Resultado      | Partidos | Goles |
| --------------------------------------- | ------------------------ | -------------- | -------- | ----- |
| Copa Mundial Femenina de Fútbol de 2023 | Australia/ Nueva Zelanda | Fase de grupos | 0        | 0     |

## Vida personal
Estudia psicología en Estados Unidos en la Universidad de Kennesaw luego de graduarse de la escuela secundaria en el Instituto Santa Maria Goretti. Su madre es profesora de educación física y daba clases en la Municipalidad de Luján su padre jugó fútbol y handball en Luján donde también su abuelo materno fue arquero y además en la selección de Mendoza. Ella atribuye la influencia de su familia en su pasión por los deportes.